# Прибыльный дом Веселовского
Дом на улице Нежинской, 56 — памятник архитектуры и истории в Одессе. Дом внесен в Реестр памятников культурного наследия Одессы как памятник архитектуры и истории местного значения (охранный номер 521-Од)..

## История
Участок в 1898 году совместно со смежной угловым участком принадлежал Михаилу Александровичу Яковлеву, а в следующем году её приобрёл В. В. Гаврилюк. Между 1907 и 1909 годами владельцем участка стал Константин Сергеевич Веселовский, который тогда же приобрёл пустой участок на Черноморской ул., 17. В 1913 году домовладелец проживал в доме Ариадны Константиновны Мартыновой на Соборной ул., 1.
В 1913 году на участке располагалась бакалейная лавка Е. Прониной, и портная мастерская Г. Микка. В том же году в домах участка поживал доктор медицины Лазарь Абрамович Зильберберг (вёл частную практику по лечению внутренних и нервных болезней), Анж. Яковлевич Гольфанд, старший сапожник сапожного цеха Тимофей Алексеев, работник газетного бюро И. С. Гусев, генеральный консул и комиссионный агент Болгарского царства Борис Пант. Кисимов, провизор, владелец аптекарского магазина, председатель Одесского фармацевтического общества, домовладелец Давид Афанасьевич Лейбензон, доверенный акционерного общества «Жирард. М-р Гилл и Дитрих» Карл Августович Рейнерт, владелец столярной мастерской И. Хаит. На участке в 1899—1922 годах проживала оперная певица, режиссёр, народная артистка СССР Мария Леопольдовна Мельтцер, в 1944—1958 годах проживал офтальмолог, профессор И. А. Кобозев.

## Архитектура
В задней части участка расположен двухэтажный флигель построен в XIX в. В начале XX в. были построены четырёхэтажные с жилым подвалом фасадный дом и боковой флигель. Главный фасад здания имеет малое количество скульптурных элементов, декорирование было осуществлено главным образом за допомогую разнообразного обрамление окон и контрастной окраски элементов декора. Наиболее выразительным элементом здания является центральный ризалит, увенчанный фронтоном. Крыша дома имеет большой вынос как со стороны улицы, так и со стороны двора и украшен коньками. Парадная лестничная клетка частично расположена в большом полукруглом ризалите, двери подъезда и ограждение лестницы в стиле модерн аналогичны таковым, установленные в доме на улице Нежинской, 66. Боковой флигель состоит из ступенчатых объёмов, в нём расположена тесное лестничная клетка с металлической лестницей и с простой оградой в стиле историзма.

## Галерея

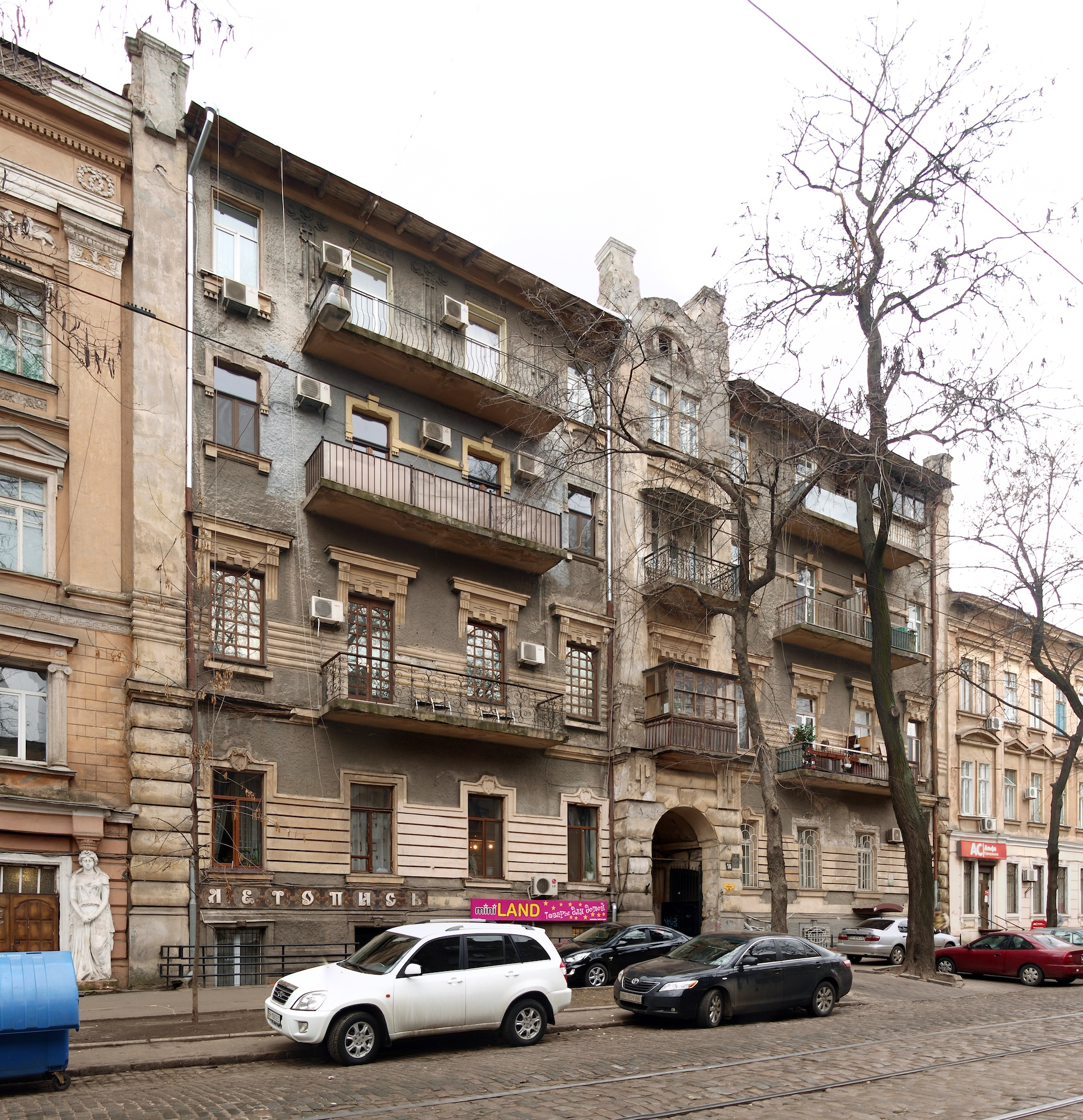
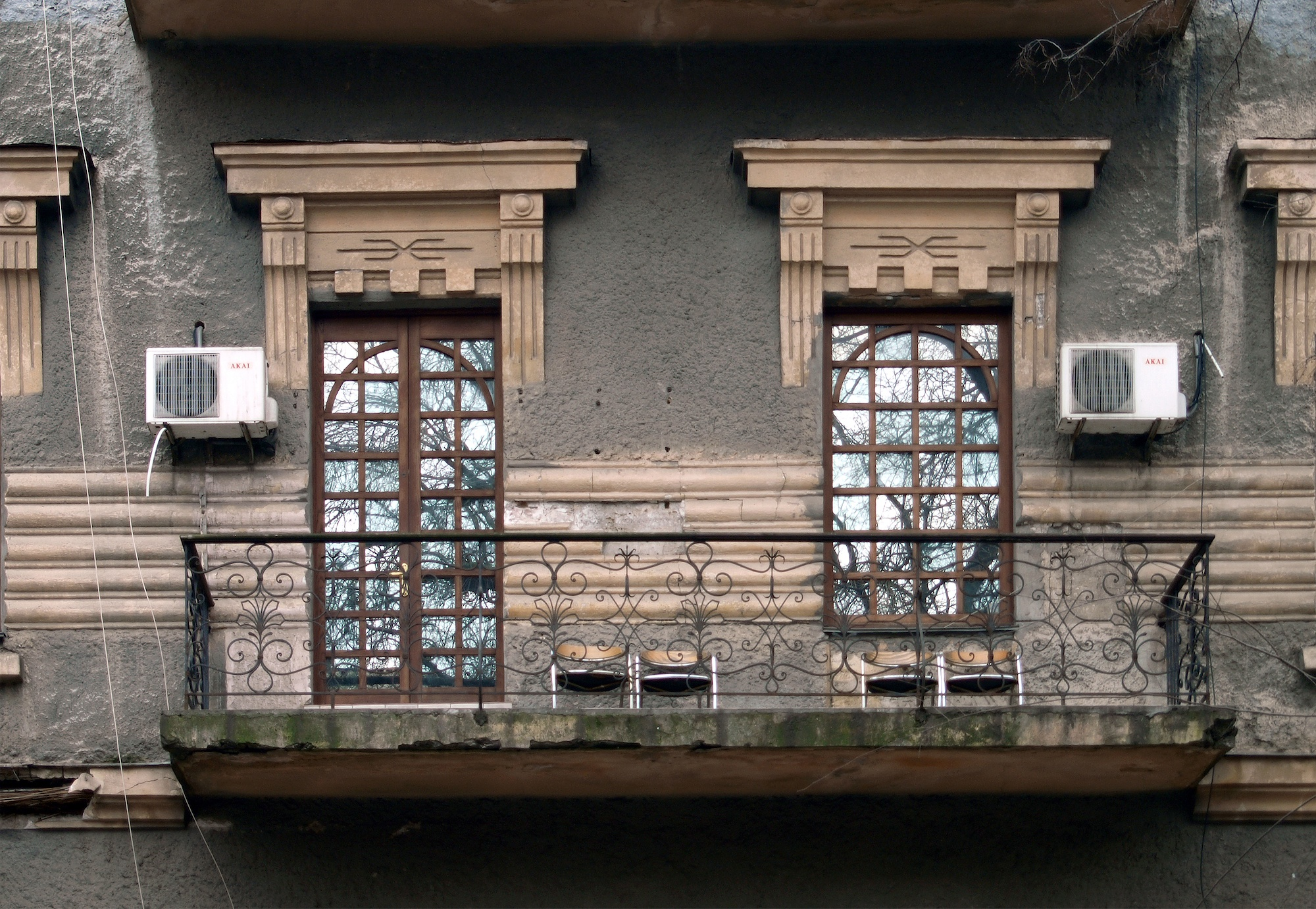
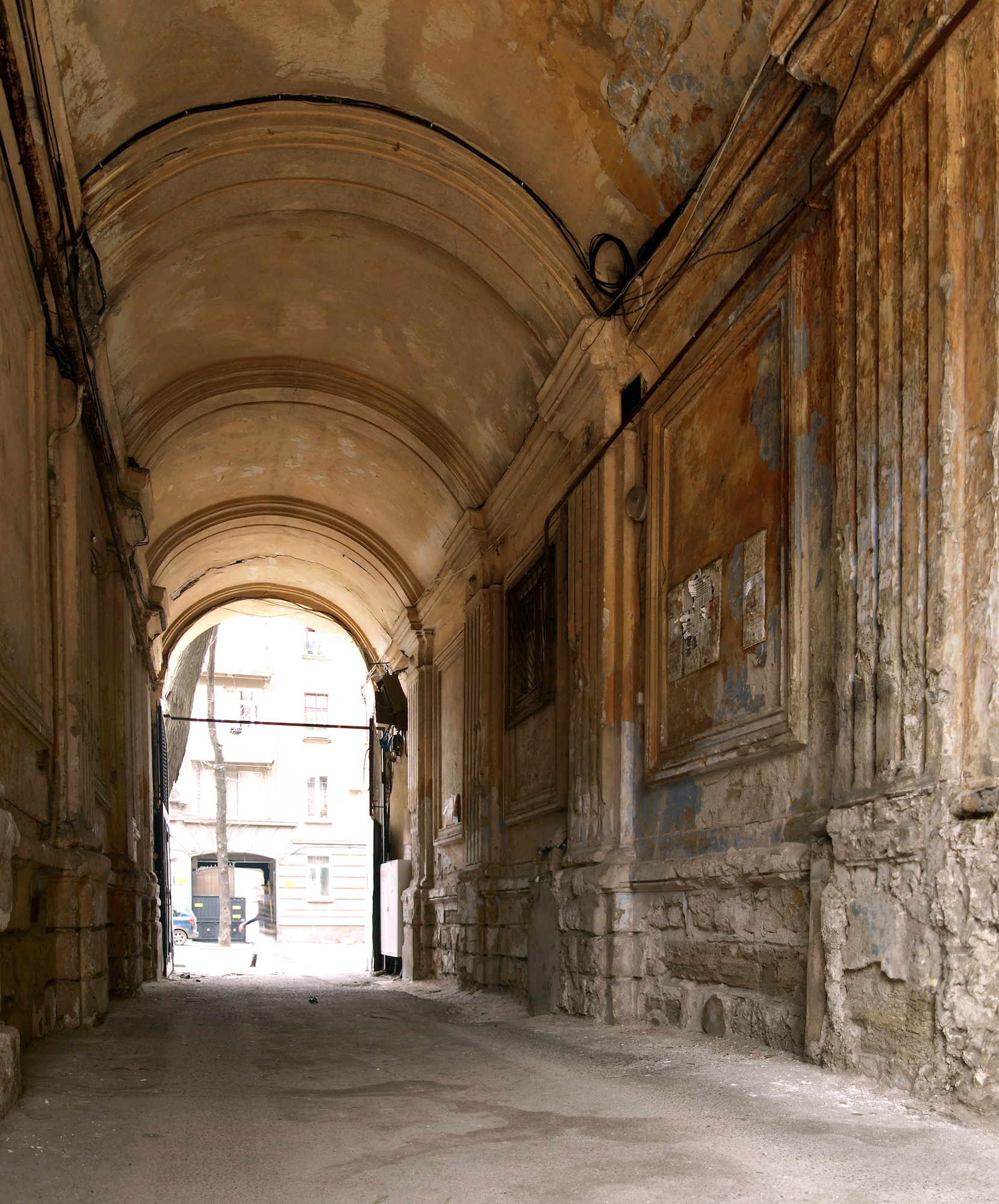
Арка проезда
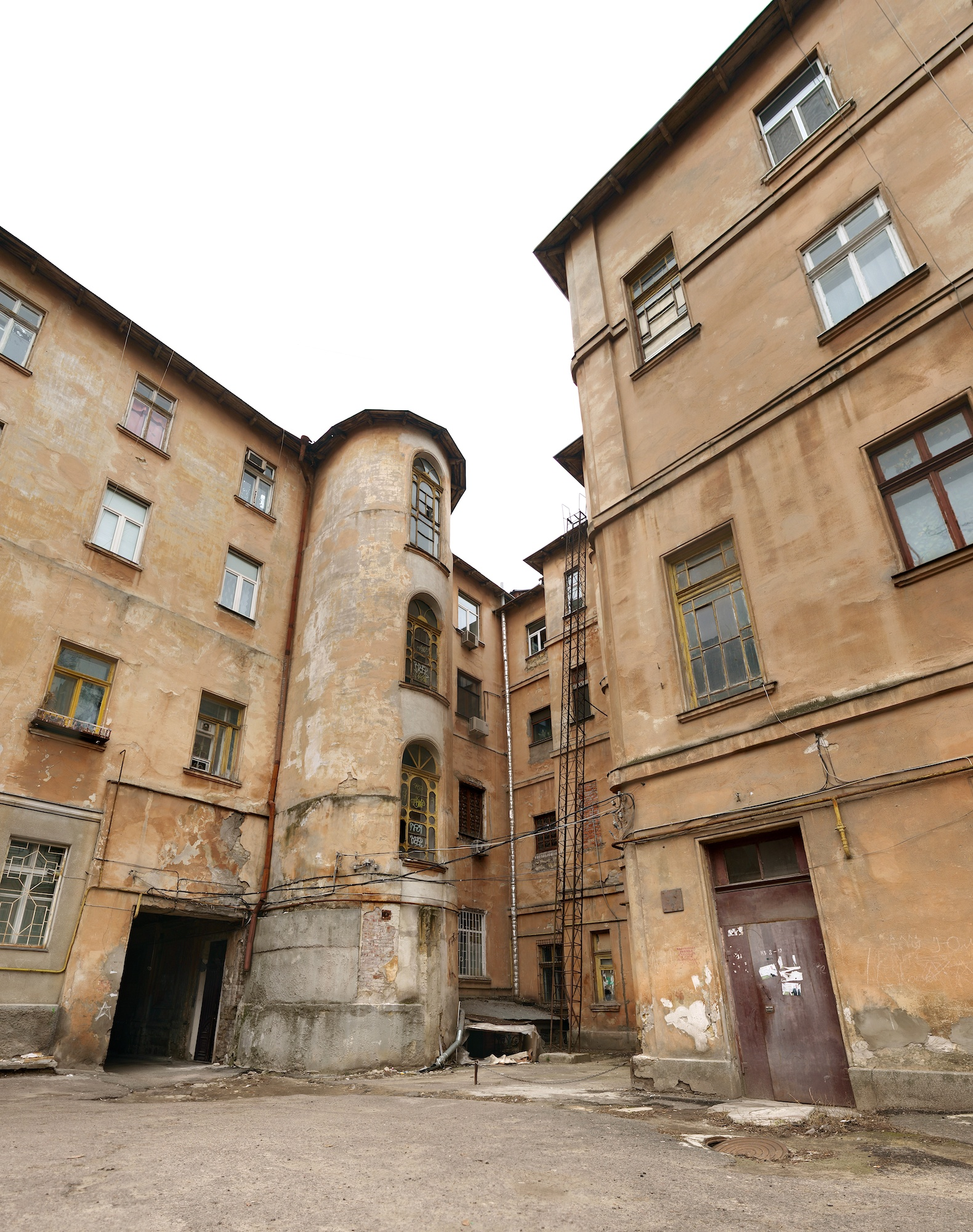
Задний фасад
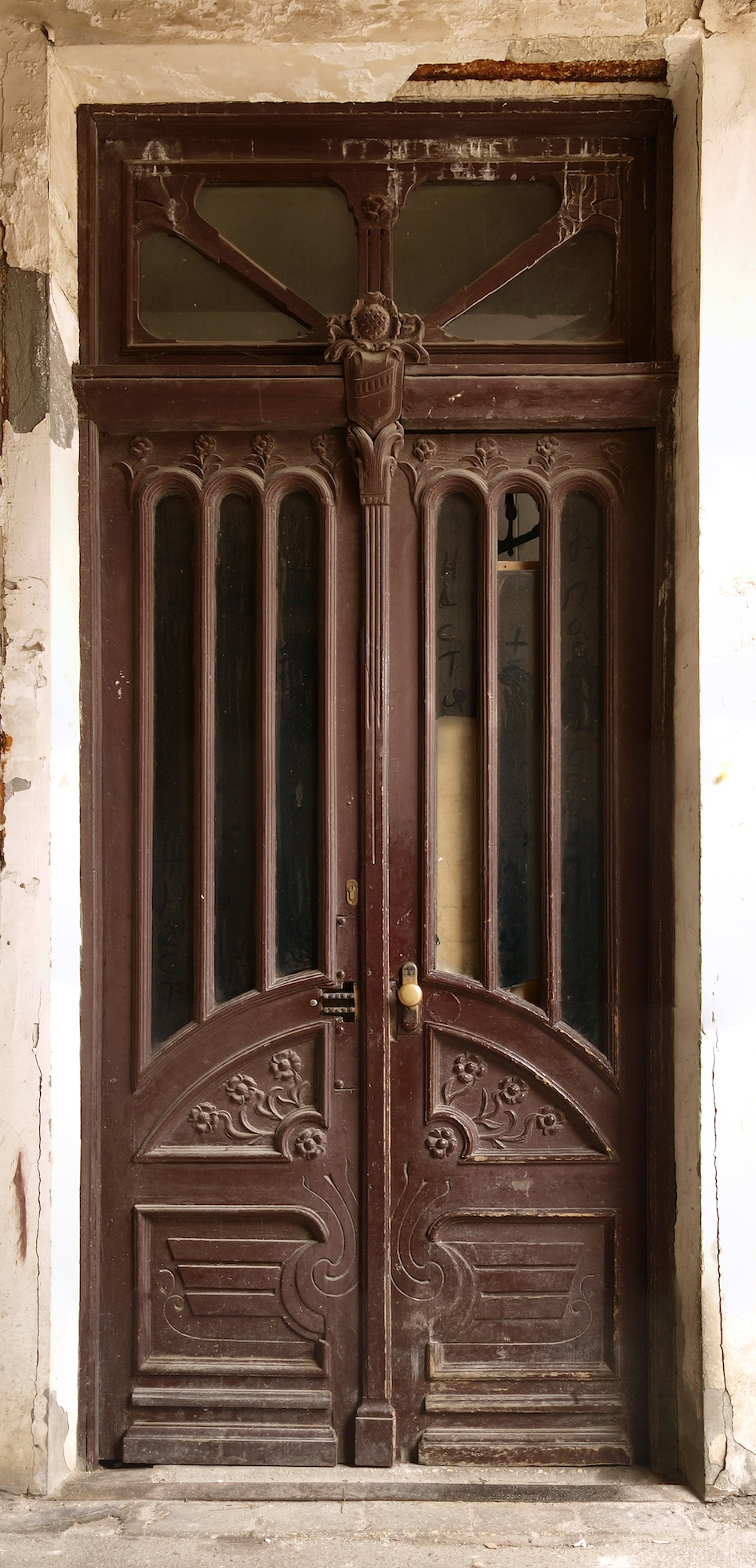
Двери парадного подъезда
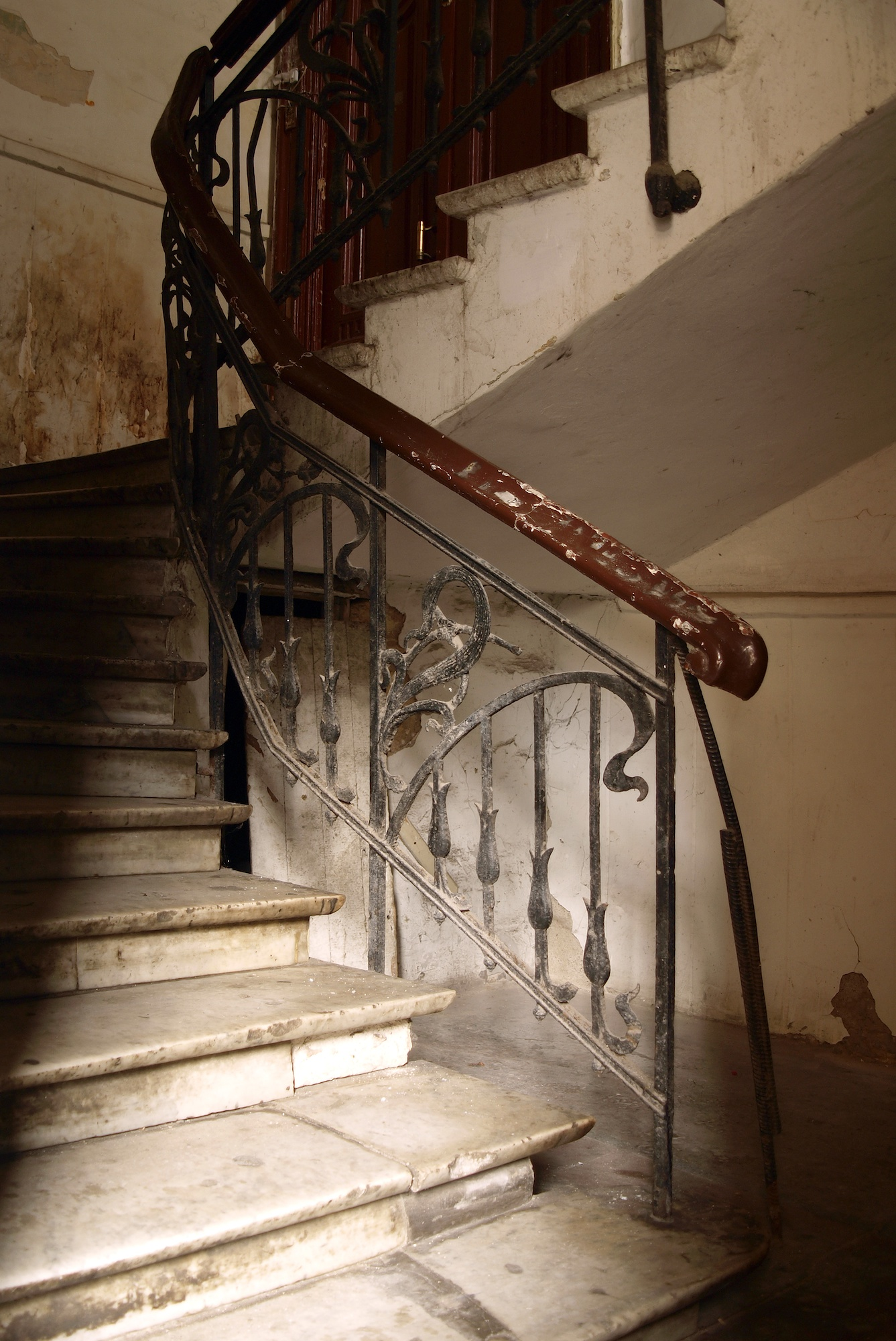
Ограждение лестниц парадного входа
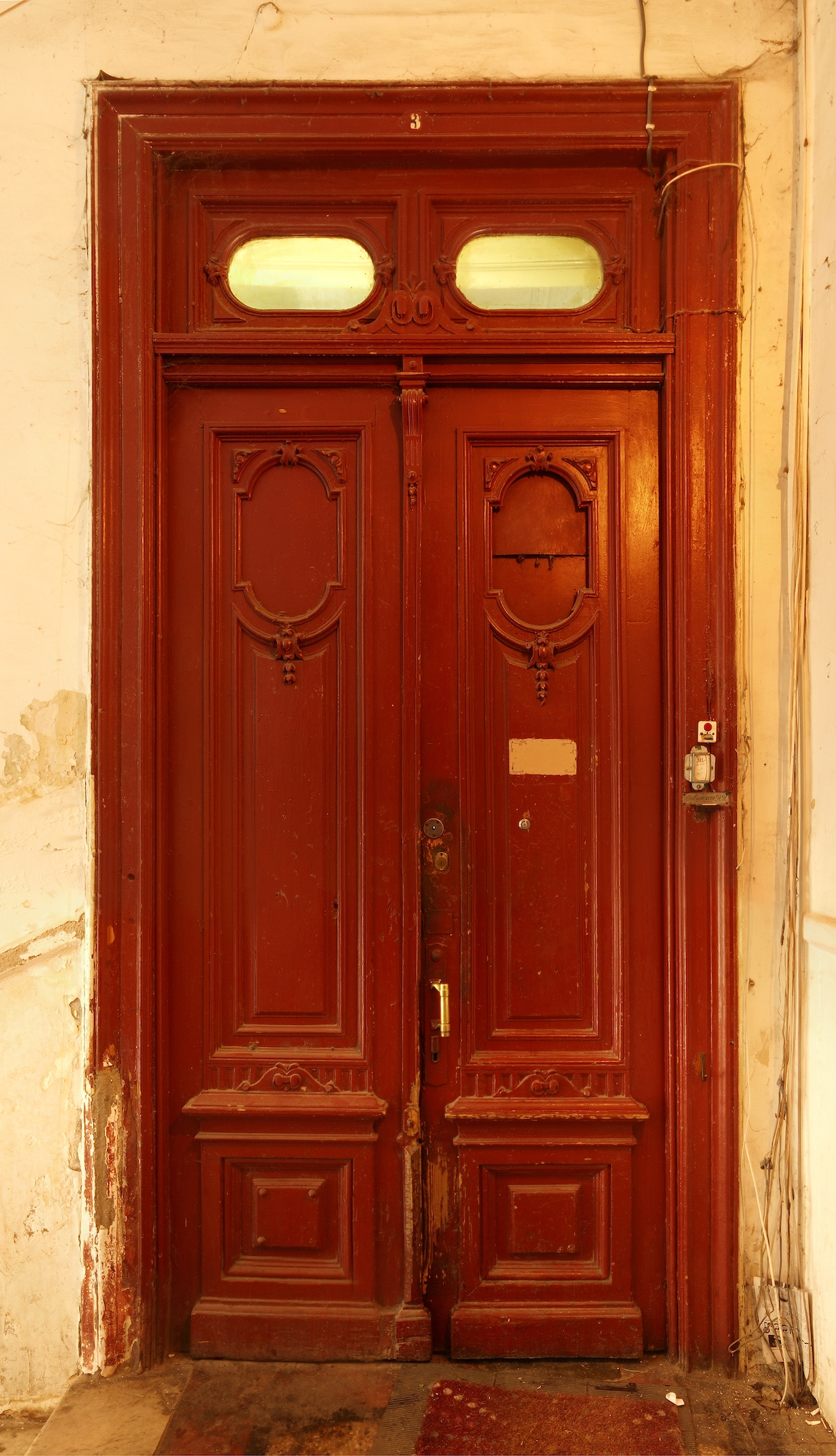
Двери квартиры
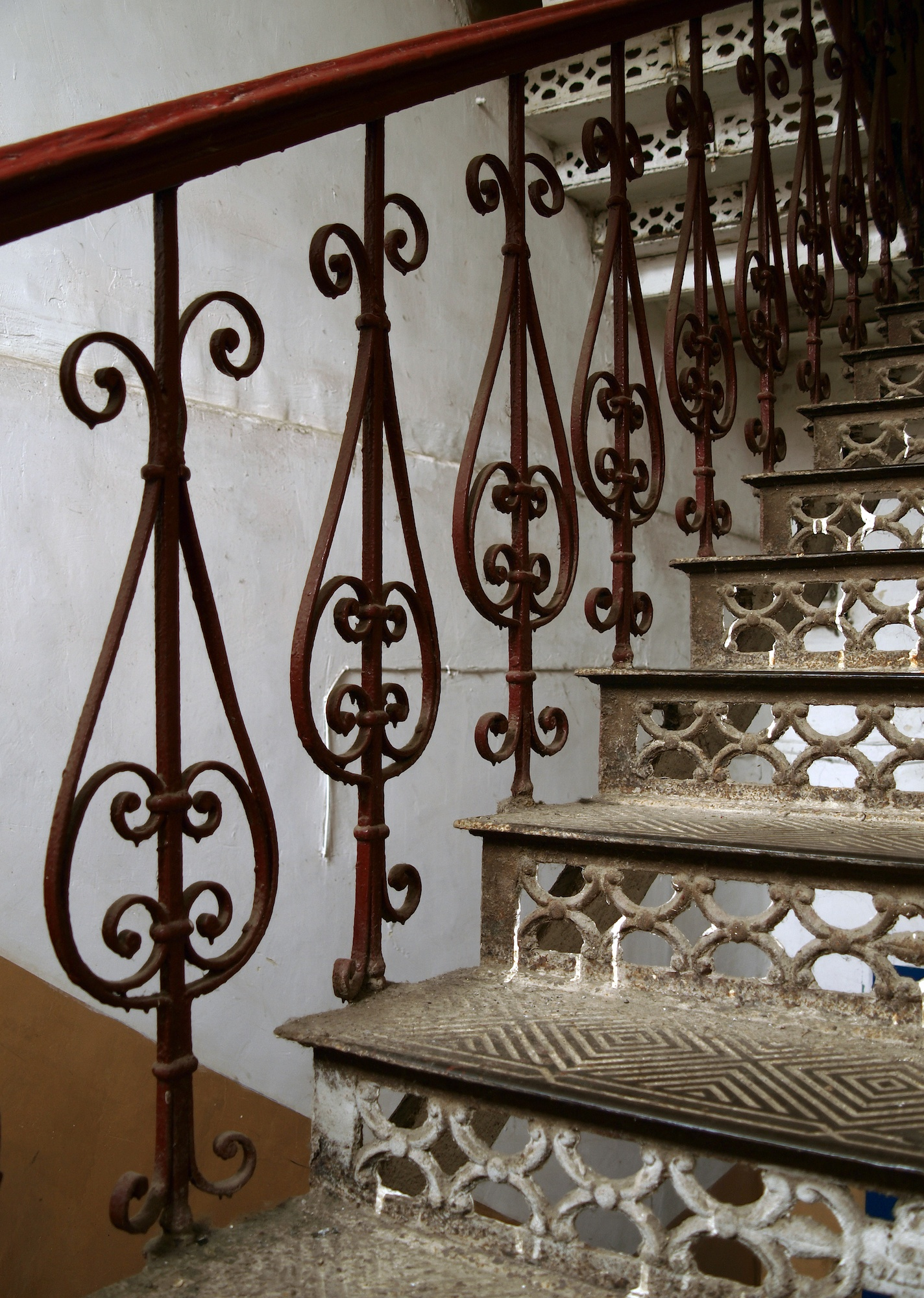
Ограждение боковых лестниц
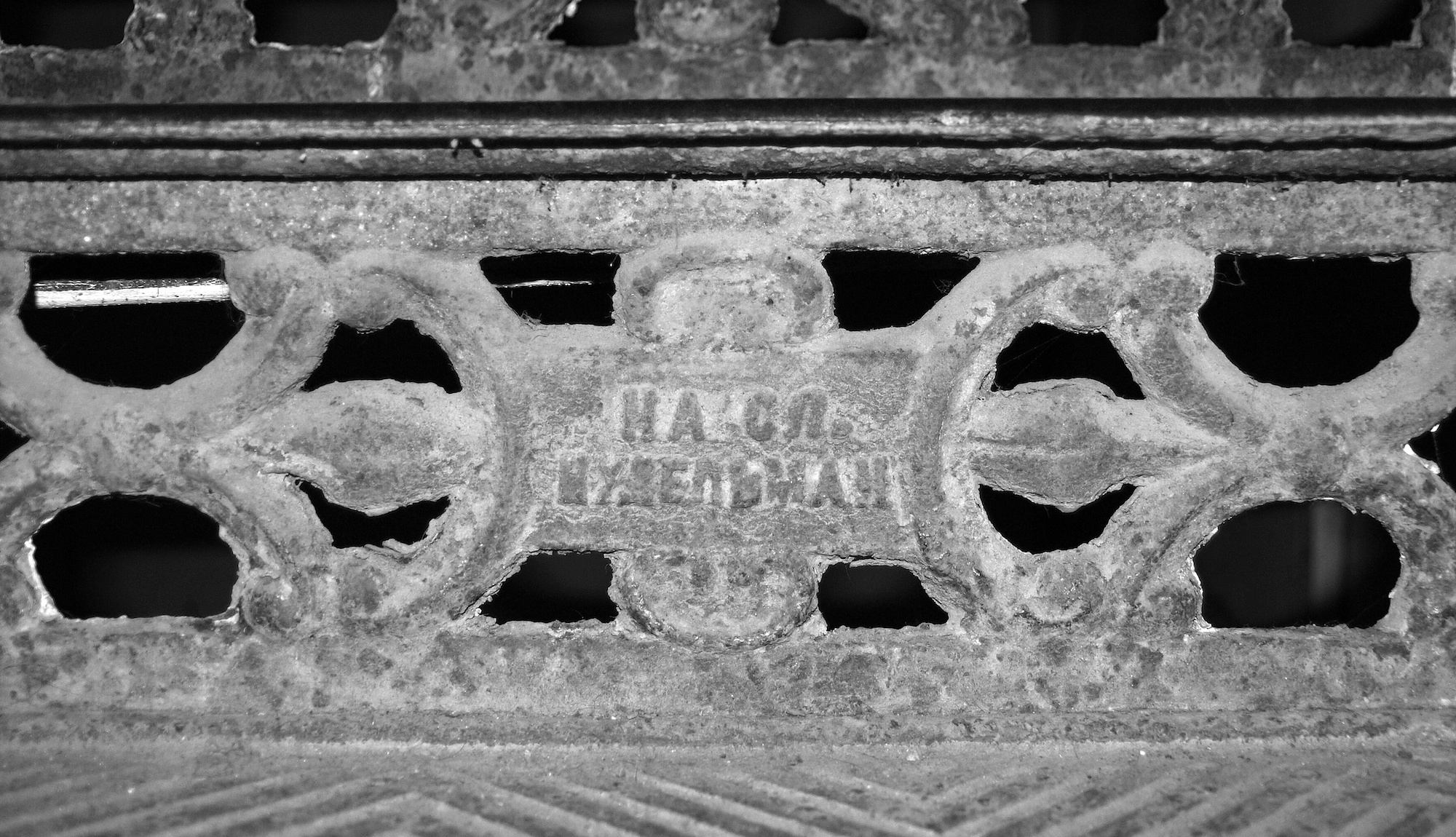
Клеймо "Насл. Нудельман" боковых лестниц

## источники
- Пилявский В. А. Здания, сооружения, памятники Одессы и их зодчие. — второй изд. — Одесса: Optimum, 2010. — 276 с. — ISBN 978-966-344-377-5
- Вся Одесса: адресная книга, под редакцией В. К. Фельдберг — Одесса Л. М. Михайловский. Год изд. 1-й. — 1899—300 c.
- Вся Одесса: адресная книга, под редакцией В. К. Фельдберг — Одесса Л. М. Михайловский. Год изд. 2-й. — 1900—300 c.
- Вся Одесса: Адресная и справочная книга г. Одессы. / Изд. и ред. Л. А. Лисянский. — Одесса: Год изд. 7-й. — 1908—682 с.
- Вся Одесса: Адресная и справочная книга г. Одессы. / Изд. и ред. Л. А. Лисянский. — Одесса — 1910 с.
- Вся Одесса: адресная и справочная книга всей Одессы с отделом Одесский уезд на 1914 г. — Год издания 4-й. — Одесса: издательство «Одесские новости»; типография «Порядок», 1914
- Перечень памятников культурного наследия г.. Одессы, занесенных в Государственный реестр недвижимых памятников Украины по категории местного значения.
- Перевод был сделан на общественных началах.